# Кумани, Николай Петрович
Николай Петрович Кумани (греч. Κουμάνης) (1730—1809) — контр-адмирал, участник архипелагских экспедиций под командованием Ф. Ф. Ушакова. Отец адмирала Михаила Николаевича Кумани; дед генерала флота Николая Михайловича Кумани; прадед контр-адмирала Михаила Николаевича Кумани.

## Биография
Родился на острове Крит в 1730 году. С детства питал непримиримую ненависть к туркам; в десятилетнем возрасте, наткнувшись в поле на спящего турка, он сбегал домой за пистолетом и убил его. Отец Кумани, чтобы избавить сына от законного преследования и наказания, поместил его юнгой на купеческое судно, которое на другой же день отплыло в Лондон. В семействе Кумани сохранилось предание, что затем он служил матросом на военных судах английского флота.
На русской службе Кумани является впервые на корабле «Св. Евстафий Плакида» в составе архипелажской эскадры под командованием адмирала Г. А. Спиридова. Из патента на его мичманский чин видно, что он поступил в службу 20 июля 1769 г., когда ему было около сорока лет. Первым боевым делом Кумани на русской службе явилось его участие в Чесменском сражении в 1770 году.
В 1773 г. Кумани, произведённый в лейтенанты, командовал сначала полякой «Мотра», а потом бригантиной «Залет». С этой бригантины он был назначен на корабль «Европа», а оттуда вскоре командирован на остров Самос, где и оставался до 1774 г.; с 1775 года командовал фрегатом «Победа».
В 1776 г. Кумани был назначен в Азовскую флотилию командиром поляки «Святая Екатерина», затем командовал галиотом «Верблюд» и кораблём «Журжа» (1782—1784).
По расформировании Азовской флотилии, Кумани, произведённый в капитаны 2-го ранга, был назначен в Черноморский флот.
Во время русско-турецкой войны 1787—1792 гг. Кумани командовал фрегатом «Кинбурн», на котором в 1789 году участвовал в сражениях с турками у острова Фидониси. В том же 1789 году произведён в капитаны 1-го ранга и 10 декабря награждён орденом св. Георгия 4-й степени за проведение 18 морских полугодовых кампаний (№ 717 по кавалерскому списку Григоровича — Степанова).
В 1790 году, командуя фрегатом «Св. Иоанн Богослов» (на котором держал флаг контр-адмирал Ушаков), участвовал в сражении в Керченском проливе; за отличие награждён орденом святого Владимира 4-й степени с бантом. В том же году за участие в сражении 28 августа у Хаджибея награждён золотой шпагой с надписью «За храбрость».
В следующем году, командуя кораблем «Преображение Господне», участвовал в сражении при Калиакри, за которое получил орден св. Владимира 3-й степени.
В 1796 году произведён в капитаны бригадирского ранга, а 30 сентября 1797 г. — в контр-адмиралы, с переводом в Балтийский флот. Перемена климата так подействовала на здоровье Кумани, что 29 января 1799 г., согласно прошению, он был уволен в отставку с половинным жалованием и с правом носить мундир. После этого Кумани уехал в свой любимый Крым и провёл здесь последние дни своей жизни. Умер в Севастополе в 1809 г.
Оторванный с детского возраста от семьи, Кумани не имел ни времени, ни возможности получить систематическое образование; но этот пробел восполнялся в значительной степени его удивительной памятью, быстрым соображением, светлым умом и богатым опытом. Он говорил по-русски, по-английски, по-французски, по-итальянски, по-гречески, по-турецки и по-арабски, не умея ни писать, ни читать ни на одном из языков, кроме русского, на котором с трудом подписывал свой чин и фамилию. Примером его удивительной памяти служит следующий случай: адмирал Ф. Ф. Ушаков, желая убедиться, точно ли Кумани не умеет читать по-русски, написал приказ, состоящий из 7 пунктов, и, отдав его для переписки, хотел позвать Кумани в каюту и заставить его прочитать приказ при себе вслух. Узнав об этом, Кумани приказал писарю занести приказ к нему в каюту прежде, нежели адмирал подпишет его; писарь принёс приказ, прочитал его один раз вслух и отнёс для подписания. Когда адмирал позвал к себе Кумани, он взял приказную тетрадь наоборот и прочитал весь приказ от слова до слова.
Храбрость Кумани была известна самой императрице Екатерине II. Адмиралтейств-коллегия, докладывая ей о производстве Кумани в капитаны 1-го ранга, затруднялась возводить его в высшие морские чины по неграмотности. Государыня на это ответила: «Неграмотность не может служить препятствием к награждению столь храброго и достойного офицера».
Сын Николая Петровича, Михаил Николаевич, также служил в русском императорском военном флоте, был полным адмиралом и членом Адмиралтейств-совета.